# Symphytum popovii
Symphytum popovii är en strävbladig växtart som beskrevs av D. M. Dobroch. Symphytum popovii ingår i släktet vallörter, och familjen strävbladiga växter. Inga underarter finns listade i Catalogue of Life.